# 嶋中雄作

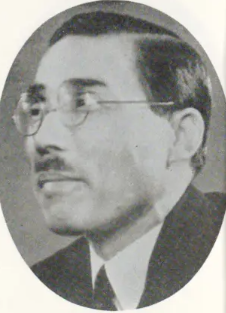
嶋中 雄作（中央公論社長）

嶋中 雄作（しまなか ゆうさく、1887年2月2日 - 1949年1月17日）は、昭和期の出版人・編集者。中央公論社社長。奈良県生まれ。兄は社会運動家の島中雄三。

## 来歴
奈良県磯城郡三輪町（現在の桜井市）出身。島中雄碩の四男。社会主義運動家で文筆家だった兄雄三と混同されることが多かったため、姓を先祖の｢嶋家｣に因み「嶋中」に変えた。
奈良県畝傍中学（現奈良県立畝傍高等学校）を経て1912年10月に早稲田大学文学部哲学科を卒業後、恩師の島村抱月、金子筑水両教授の推薦で中央公論社に入社した。1913年、『中央公論』の婦人問題特集号を企画、これが成功したことを追い風にして1916年、『婦人公論』の創刊にこぎつけ編集長となる。1925年、中央公論の名編集長だった滝田樗陰の死去を受けて２誌の編集長を引き継いだ。1928年、赤字経営に悩んだ社主麻田駒之助が同社を手放すことになったため、譲り受けて社長に就任した。
経営基盤強化を目指し、1929年に懸案だった出版部を新設した。初の単行本としてレマルク著、秦豊吉訳『西部戦線異状なし』を刊行した。この世界的ベストセラーを日本に紹介した出版事業は大成功を収めた。続いて坪内逍遥訳『新修シェークスピヤ全集』（1933）を出版。谷崎潤一郎に『源氏物語』現代語訳を勧め、1941年、これも大評判を呼んだ。ほかに豊田正子を主とする『綴方教室』も当時の代表的ベストセラーとなる。
こうして｢中央公論社｣は単なる雑誌社から書籍も出版する総合出版社へと一大飛躍を遂げた。
滝田樗陰が敷いた文芸欄充実の方針を踏襲した中央公論は作家の登竜門としての地位を固めたが、一方では谷崎潤一郎や永井荷風を徹底的に応援した。
大正デモクラシーの波に乗り、吉野作造や大山郁夫らの論文を繰り返し掲載した。
石橋湛山、清沢洌、芦田均などリベラル派の国際的ジャーナリストを中心に｢二七会｣という懇談・勉強会を作り、さらには民間のアカデミーを目指した国民学術協会を設立し、著作や研究に資金的支援もした。
明治時代の末から戦後まで、日本の文壇、論壇の中心的存在として、ゆるぎない地位を占めていた中央公論だったが、太平洋戦争の戦時体制下では反軍国主義、自由主義的な姿勢を貫いたため、厳しい言論弾圧の対象となった。石川達三の『生きてゐる兵隊』の掲載が刑事事件として有罪となり、谷崎の連載『細雪』を2回で中断されるなど、軍部から弾圧を受け、1944年7月、解散命令を受けた。
戦後、新発足しながら、再び占領軍による追放の憂き目に遭った。嶋中は｢中央公論｣を1946年新年号から復刊させるが、本来の編集上のアイデアを出す前に病に倒れた。
1949年1月17日、心身ともに疲労し熱海の別荘で倒れ、61歳で死去した。後継者として中央公論社に入社させた長男・晨也が1947年に28歳で死去したため、次男の鵬二が後を継いだ。
石川達三が書いた｢風にそよぐ葦｣の主人公の出版社社長は嶋中をモデルにしている。

## 人物
嶋中の、編集者・出版人としての功績は大きく、谷崎潤一郎、永井荷風を徹底的に後援した。住所は東京市小石川区原町。

## 家族・親族
島中家
- 父・雄碩[1][2][3]
- 兄・雄三（1881年 - 1940年、社会運動家、政治家）[1][4]
- 妻・チエ（1899年 - ?、奈良、大方重吉の長女）[1][2][3]
- 長男・晨也（1920年[1] - 1947年）
- 二男・鵬二（1923年[1][2][3] - 1997年）
- 長女[1]
- 二女[2][3]

## 著書
- 名士の観たる女世渡りの道 編（1919年、本郷書院）
- 新生活運動について（1934年、中央公論社）
- 回顧五十年 附・中央公論総目録 編（1935年、中央公論社）